# Ulrich Vieluf
Ulrich Vieluf (* 20. Dezember 1955 in Meldorf) ist ein deutscher politischer Beamter. Er war von 2008 bis 2010 Staatsrat in der Freien und Hansestadt Hamburg.

## Leben und Beruf
Nach dem 1975 in Norderstedt abgelegten Abitur absolvierte Vieluf von 1976 bis 1985 ein Lehramts- und Psychologiestudium an der Universität Hamburg. Nach dem Referendariat in Hamburg (1986–1987) wurde er zunächst Sozialarbeiter im Harburger Phoenix-Viertel. Von 1988 bis 1990 war er als Redakteur tätig.
1990 stieg er als Referent in der Behörde für Schule, Jugend und Berufsbildung (BSJB) in die Hamburger Verwaltung ein. Ab 1991 war er als Referatsleiter für die Öffentlichkeitsarbeit der BSJB verantwortlich, von 1996 bis 2000 leitete er das Büro von Schulsenatorin Rosemarie Raab. Im Anschluss war er bis 2002 Leiter der Unterabteilung „Förderung besonderer Schülergruppen, Bildungsberichterstattung“ in der BSJB/Behörde für Bildung und Sport. Von 2002 bis zu seiner Ernennung zum Staatsrat 2008 war Vieluf Abteilungsleiter für Qualitätsentwicklung und Standardsicherung am Landesinstitut für Lehrerbildung und Schulentwicklung. Mit dem Amtsantritt des schwarz-grünen Senats im Mai 2008 wurde er Staatsrat der Behörde für Schule und Berufsbildung, die von Christa Goetsch als Senatorin geführt wurde. Nach dem Bruch der Koalition wurde er am 29. November 2010 in den einstweiligen Ruhestand versetzt.
Ulrich Vieluf hat vier Töchter.